# 모나리자 스마일
《모나리자 스마일》(영어: Mona Lisa Smile)은 2003년 개봉한 미국 드라마 영화이다. 마이크 뉴얼이 연출하고, 줄리아 로버츠, 커스틴 던스트, 줄리아 스타일스, 매기 질런홀, 줄리엣 스티븐슨, 도미닉 웨스트 등이 출연했다. 1950년대 웰즐리 칼리지를 배경으로 당시 여성 의식을 담아냈다.

## 줄거리
이 영화는 웰즐리 칼리지에 온 혁신적인 선생님을 중심으로 한 여성들의 이야기이다. 당시 자유롭지 못했던 여성들은 오직 결혼을 목표로 하여 공부를 하고 명문 대학을 꿈꾼다. 가정과 자신의 꿈 중 하나를 선택하라고 한다면 당연히 가정을 선택해야 할 의무가 있었던 그녀들은 결혼을 매우 중요시한다.
미국에서 가장 똑똑한 여성들이 모여있는 웰즐리 칼리지를 예술을 통해 변화시키고자 하는 캐서린 앤 왓슨(줄리아 로버츠 분)과 수업보다 신혼 살림 장만이 우선인 학생들과의 간극은 좁혀질듯 좁혀지지 않는다. 가장 기대한 학생에게 실망하고, 가장 실망한 학생에게서 희망을 보는 영화이다.

## 출연
- 줄리아 로버츠 - 캐서린 앤 왓슨 역
- 커스틴 던스트 - 엘리자베스 "베티" 워런 (존스) 역
- 줄리아 스타일스 - 조앤 브랜드윈 (도니골) 역
- 매기 질런홀 - 지젤 리비 역
- 지니퍼 굿윈 - 콘스턴스 "코니" 베이커 역
- 로라 앨런 - 수전 델러코트 역
- 토리 에이머스 - 피로연 가수 역
- 조던 브리지스 - 스펜서 존스 역
- 마샤 게이 하든 - 낸시 애비 역
- 토퍼 그레이스 - 토미 도니골 역
- 에번 모스배크랙 - 찰스 스튜어트 역
- 어니카 마크스 - 학생 역
- 릴리 레이브 - 학생 역
- 크리스틴 리터 - 학생 역
- 메리언 셀더스 - 조슬린 카 총장 역
- 존 슬래터리 - 폴 무어 역
- 줄리엣 스티븐슨 - 어맨다 암스트롱 역
- 도미닉 웨스트 - 빌 던바 역

## 기타 제작진
- 공동 제작: 리처드 버라타
- 배역: 엘런 체노웨스, 수지 패리스
- 미술: 제인 머스키
- 의상: 마이클 데니슨
- 음악 감독: 랜들 포스터